# Lophoteles costalis
Lophoteles costalis är en tvåvingeart som beskrevs av James 1977. Lophoteles costalis ingår i släktet Lophoteles och familjen vapenflugor. Inga underarter finns listade i Catalogue of Life.